# Jacob Chemnitz
Jacob Chemnitz (* 19. November 1984) ist ein dänischer Badmintonspieler. 

## Karriere
Jacob Chemnitz wurde 2003 dänischer Juniorenmeister und gewann bei der folgenden Junioreneuropameisterschaft Bronze im  Mixed mit Mille Pjedsted. 2006 gewann er mit den Cyprus International sein erstes bedeutendes Turnier bei den Erwachsenen. 2007 war er bei den Portugal International und den Polish International erfolgreich. 2008 siegte er bei den Irish Open.

## Sportliche Erfolge
| Saison    | Veranstaltung                                    | Disziplin    | Platz | Name                                    |
| --------- | ------------------------------------------------ | ------------ | ----- | --------------------------------------- |
| 2002/2003 | Dänemark: Einzelmeisterschaften der Junioren U19 | Mixed        | 1     | Jacob Chemnitz / Line Reimers, Lillerød |
| 2003      | Junioren-Europameisterschaft                     | Mixed        | 3     | Jacob Chemnitz / Mille Pjedsted         |
| 2006      | Cyprus International                             | Herrendoppel | 1     | Mikkel Delbo Larsen / Jacob Chemnitz    |
| 2007      | Portugal International                           | Herrendoppel | 1     | Mikkel Delbo Larsen / Jacob Chemnitz    |
| 2007      | Polish International                             | Herrendoppel | 1     | Mikkel Delbo Larsen / Jacob Chemnitz    |
| 2007      | Türkei: Internationale Meisterschaften           | Herrendoppel | 3     | Mikkel Delbo Larsen / Jacob Chemnitz    |
| 2008      | Irish Open                                       | Mixed        | 1     | Jacob Chemnitz / Marie Røpke            |
| 2008      | Dutch International                              | Mixed        | 2     | Jacob Chemnitz / Marie Røpke            |